# Pseudoclausena chrysogyne
Pseudoclausena chrysogyne là một loài thực vật có hoa trong họ Meliaceae. Loài này được (Miq.) T.P. Clark miêu tả khoa học đầu tiên năm 1994.